# Alegría-Dulantzi
Alegría-Dulantzi község Spanyolországban, Arabában. Lakosainak száma 2971 fő (2024).

## Földrajza
Alegría-Dulantzi Arraia-Maeztu, Barrundia, Bernedo, Elburgo/Burgelu, San Millán és Iruraiz-Gauna községekkel határos.

## Népesség
A település lakosságának változását az alábbi diagram mutatja:
| Lakosok száma | 1486 | 1919 | 2189 | 2620 | 2803 | 2925 | 2856 | 2876 | 2925 | 2971 |
|               | 2001 | 2004 | 2006 | 2009 | 2011 | 2014 | 2016 | 2019 | 2021 | 2024 |